# Ormiańskie Towarzystwo Kulturalne
Ormiańskie Towarzystwo Kulturalne (Կրակովի Հայ մշակույթային ընկերություն) zostało założone w Krakowie w 1990 roku. Celem Towarzystwa jest integracja społeczności polskich Ormian oraz dokumentacja ich historii i kultury. Towarzystwo nawiązuje również kontakty z Armenią i z ormiańską diasporą poza jej granicami, aby pomóc polskim Ormianom utrzymać duchowy kontakt z resztą narodu.
Przedsięwzięcia prowadzone w ramach działalności OTK:
1. Wydawnictwo – Biuletyn OTK.
2. Teatrzyk „Banali” oraz sobotnia szkółka ormiańska dla dzieci.
3. Kursy językowe dla dorosłych:
  1. język ormiański dla Polaków
  2. język polski dla Ormian (prowadzi tłumacz j. ormiańskiego dr Hayk Hovhannisyan)
  3. dialekt Kucki (prowadzi armenista, prof. dr hab. Andrzej Pisowicz)